# David Marrero
David Marrero Santana (Telde, Las Palmas), 8 de abril de 1980) es un tenista profesional español dedicado casi exclusivamente a la disciplina de dobles, donde ha conseguido alcanzar el número 5 de la clasificación mundial. Ha ganado 14 títulos ATP, sobresaliendo la Copa de Maestros (las ahora denominadas ATP World Tour Finals) de 2013 junto a su compatriota Fernando Verdasco, y el Masters 1000 de Roma de 2015 con el uruguayo Pablo Cuevas. Además, ha disputado otras 16 finales, destacando la del Masters 1000 de Shanghái en 2013 junto a Fernando Verdasco. Con él ha conseguido la mitad de sus títulos, perdiendo solo 3 finales.

## Títulos ATP (14; 0+14)

### Dobles (14)
| Leyenda                   |
| Grand Slam (0)            |
| ATP World Tour Finals (1) |
| ATP Masters 1000 (1)      |
| ATP World Tour 500 (5)    |
| ATP World Tour 250 (7)    |

| N.º | Fecha                    | Torneo                | Superficie    | Pareja            | Oponentes en la final                       | Resultado        |
| --- | ------------------------ | --------------------- | ------------- | ----------------- | ------------------------------------------- | ---------------- |
| 1.  | 9 de mayo de 2010        | Estoril               | Tierra batida | Marc López        | Pablo Cuevas Marcel Granollers              | 6-7(1) 6-4 10-4  |
| 2.  | 25 de julio de 2010      | Hamburgo              | Tierra batida | Marc López        | Jeremy Chardy Paul-Henri Mathieu            | 6-3 2-6 10-8     |
| 3.  | 26 de febrero de 2012    | Buenos Aires          | Tierra batida | Fernando Verdasco | Michal Mertiňák André Sá                    | 6-4 6-4          |
| 4.  | 4 de marzo de 2012       | Acapulco              | Tierra batida | Fernando Verdasco | Marcel Granollers Marc López                | 6-3 6-4          |
| 5.  | 14 de julio de 2012      | Umag                  | Tierra batida | Fernando Verdasco | Marcel Granollers Marc López                | 6-3 7-6(4)       |
| 6.  | 22 de julio de 2012      | Hamburgo              | Tierra batida | Fernando Verdasco | Rogério Dutra Silva Daniel Muñoz de la Nava | 6-4 6-3          |
| 7.  | 3 de marzo de 2013       | Acapulco              | Tierra batida | Lukasz Kubot      | Simone Bolelli Fabio Fognini                | 7-5, 6-2         |
| 8.  | 27 de julio de 2013      | Umag                  | Tierra batida | Martin Kližan     | Nicholas Monroe Simon Stadler               | 6-1, 5-7, [10-7] |
| 9.  | 22 de septiembre de 2013 | San Petersburgo       | Dura          | Fernando Verdasco | Dominic Inglot Denis Istomin                | 7-6(6), 6-3      |
| 10. | 11 de noviembre de 2013  | ATP World Tour Finals | Dura (i)      | Fernando Verdasco | Bob Bryan Mike Bryan                        | 7-5, 6-7, 10-7   |
| 11. | 17 de mayo de 2015       | Roma                  | Tierra batida | Pablo Cuevas      | Marcel Granollers Marc López                | 6-4, 7-5         |
| 12. | 17 de julio de 2016      | Bastad                | Tierra batida | Marcel Granollers | Marcus Daniell Marcelo Demoliner            | 6-2, 6-3         |
| 13. | 23 de julio de 2016      | Umag                  | Tierra batida | Martin Kližan     | Nikola Mektić Antonio Šančić                | 6-4, 6-2         |
| 14. | 24 de febrero de 2018    | Río de Janeiro        | Tierra batida | Fernando Verdasco | Nikola Mektić Alexander Peya                | 5-7, 7-5, [10-8] |

#### Finalista en dobles (16)
- 2011: 250 Estoril (junto a Marc López pierden ante Eric Butorac y Jean-Julien Rojer).
- 2011: 250 Niza (junto a Santiago González pierden ante Eric Butorac y Jean-Julien Rojer).
- 2011: 250 Bucarest (junto a Julian Knowle pierden ante Daniele Bracciali y Potito Starace).
- 2011: 250 Moscú (junto a Carlos Berlocq pierden ante Frantisek Cermak y Filip Polasek).
- 2012: 250 Estoril (junto a Julian Knowle pierden ante Aisam-ul-Haq Qureshi y Jean-Julien Rojer).
- 2012: 500 Valencia (junto a Fernando Verdasco pierden ante Alexander Peya y Bruno Soares).
- 2013: Masters 1000 Shanghái (junto a Fernando Verdasco pierden ante Ivan Dodig y Marcelo Melo).
- 2014: 500 Río de Janeiro (junto a Marcelo Melo pierden ante Juan Sebastián Cabal y Robert Farah).
- 2014: 250 Houston (junto a Fernando Verdasco pierden ante Bob Bryan y Mike Bryan).
- 2014: 250 Oeiras (junto a Pablo Cuevas pierden ante Santiago González y Scott Lipsky).
- 2015: 250 Estoril (junto a Marc López pierden ante Treat Huey y Scott Lipsky).
- 2015: 250 Nottingham (junto a Pablo Cuevas pierden ante Chris Guccione y André Sá).
- 2016: 500 Río de Janeiro (junto a Pablo Carreño pierden ante Juan Sebastián Cabal y Robert Farah).
- 2016: 250 São Paulo (junto a Pablo Carreño pierden ante Julio Peralta y Horacio Zeballos).
- 2017: 250 Buenos Aires (junto a Santiago González pierden ante Juan Sebastián Cabal y Robert Farah).
- 2017: 250 Estoril (junto a Tommy Robredo pierden ante Ryan Harrison y Michael Venus).

### Clasificación en torneos de Grand Slam y ATP World Tour Finals
| Torneo                | 2010 | 2011 | 2012 | 2013 | 2014 | 2015 | 2016 | 2017 | 2018 | Títulos |
| --------------------- | ---- | ---- | ---- | ---- | ---- | ---- | ---- | ---- | ---- | ------- |
| Abierto de Australia  | -    | 3R   | 2R   | QF   | 2R   | QF   | 1R   | 1R   | 2R   | 0       |
| Roland Garros         | 1R   | 2R   | 2R   | QF   | 2R   | 2R   | 2R   | 3R   | 1R   | 0       |
| Wimbledon             | 2R   | 2R   | 3R   | 2R   | 3R   | 1R   | 1R   | -    | 1R   | 0       |
| Abierto de EE. UU.    | 2R   | QF   | 1R   | 1R   | QF   | 1R   | 3R   | 1R   |      | 0       |
| ATP World Tour Finals | -    | -    | -    | W    | -    | -    | -    | -    |      | 1       |